# Sangis
Sangis (meänkieli: Sanki, Sanginkylä) är en tätort i Nederkalix distrikt (Nederkalix socken) i Kalix kommun. Tätorten är belägen mellan Kalix och Haparanda och är en gammal jordbruksby och genomkorsas av E4. Några kilometer väster om byn, vid Sangis kvarn finns Sangishögen. Det är en gammal gravhög från tidig vikingatid som innehöll romerska arkeologiska föremål från så tidigt som 500 f.Kr.

## Befolkningsutveckling
| Befolkningsutvecklingen i Sangis 1950–2020              | Befolkningsutvecklingen i Sangis 1950–2020 | Befolkningsutvecklingen i Sangis 1950–2020 | Befolkningsutvecklingen i Sangis 1950–2020 | Befolkningsutvecklingen i Sangis 1950–2020 |
| ------------------------------------------------------- | ------------------------------------------ | ------------------------------------------ | ------------------------------------------ | ------------------------------------------ |
|                                                         |                                            |                                            |                                            |                                            |
| År                                                      |                                            |                                            | Folkmängd                                  | Areal (ha)                                 |
| 1950                                                    | 1950                                       |                                            | 1 060                                      | ##                                         |
| 1960                                                    | 1960                                       |                                            | 953                                        |                                            |
| 1965                                                    | 1965                                       |                                            | 869                                        |                                            |
| 1970                                                    | 1970                                       |                                            | 738                                        |                                            |
| 1975                                                    | 1975                                       |                                            | 707                                        |                                            |
| 1980                                                    | 1980                                       |                                            | 714                                        |                                            |
| 1990                                                    | 1990                                       |                                            | 659                                        | 243                                        |
| 1995                                                    | 1995                                       |                                            | 687                                        | 249                                        |
| 2000                                                    | 2000                                       |                                            | 619                                        | 249                                        |
| 2005                                                    | 2005                                       |                                            | 612                                        | 249                                        |
| 2010                                                    | 2010                                       |                                            | 578                                        | 248                                        |
| 2015                                                    | 2015                                       |                                            | 543                                        | 222                                        |
| 2020                                                    | 2020                                       |                                            | 504                                        | 190                                        |
| Anm.: ## Som tätort/befolkningsagglomeration 1920–1950. |                                            |                                            |                                            |                                            |

## Samhället
I Sangis finns en Coop-butik med paketutlämning, ett café (Steffi's Cottage), en snabbmatsrestaurang, kiosk med busshållplats, en F-6 skola, Laestadianskt bönhus, campingplats med stugby, idrottsanläggning med gym, elljusspår, skoterleder, fotbollsplan, hockeyrink och Sangis kyrka. Det finns även en träindustri.

### Sangis Folkets hus
Det fanns ett Folkets hus i Sangis från 1980, förmodligen tidigare, där olika evenemang anordnades. 2018 upplöstes föreningen och fastigheten såldes vidare.